# Man-on-the-Side-Angriff
Ein Man-on-the-Side-Angriff ist ein aktiver Angriff im Gebiet der Netzwerksicherheit, bei dem ein Angreifer eine Anfrage des Opfers schneller beantwortet als der angefragte Dienst.
Anders als bei einem Man-in-the-Middle-Angriff braucht der Angreifer nicht die vollständige Kontrolle über die Kommunikation zwischen den beiden angegriffenen Systemen. Es reicht, wenn er wie ein normaler Teilnehmer den Netzverkehr mitlesen und neue Nachrichten in das Netzwerk einspeisen kann. Der Angreifer benötigt lediglich eine niedrige Latenz, damit seine Antwort auf eine Anfrage des Opfers vor der eigentlichen Antwort ankommt.
Der Angreifer kann mit seinem Antwortpaket Malware auf dem Rechner des Opfers platzieren. Der Angriff ist schwierig auszuführen, da der Angreifer eine privilegierte Position im Netzwerk, beispielsweise im Backbone, einnehmen muss, um den benötigten Timing-Vorteil zu bekommen.